# Rhinella icterica
Rhinella icterica és una especie de gripau de la família dels bufònids. Va ser descrit amb el ptrotònim Bufo ictericus per J.B. von Spix el 1824.

## Descripció
Gran, de color marró cacau, amb una línia longitudinal mitjana al dors, amb taques irregulars, abigarrades de color blanc-groc per sobre i per sota. Té un cos robust amb verruques per sota, marró cacau per sobre, amb taques grogues, groc per sota, abigarrat amb taques marrons irregulars i coherents. 
Cap excavat a dalt, marginat angularment, imprès per sota dels ulls; parròteles gruixudes, oblongues, lateralment subcomprimides; dors medlum longitudinalment groc-blanc, escampat lateralment amb petites taques grogues-blanques; hipocondria marronós, amb taques groguenques; abdomen groc-blanc, amb taques marrones; peus marrons amb taques groguenques, planta subpalmada i palma per sobre amb taques grogues-blanques; el polze de la mà gairebé no està separat.
No es coneixen amenaces per a aquest gripau; s'adapta bé a l'alteració humana de l'hàbitat i fins i tot prolifera a zones urbanitzades.

## Distribució
Viu al sud del Brasil (Rio Grande do Sul al nord fins a Bahia, Minas Gerais i Goiás); l'est del Paraguai i Misiones, Argentina.